# Ljubov' i golubi
Ljubov' i golubi (Любовь и голуби) è un film del 1984 diretto da Vladimir Men'šov.

## Trama
Vasilij Kuzjakin è stato ferito ed è andato a sud, dove ha incontrato una donna, Raisa, con la quale ha iniziato una nuova vita.